# Console (orgue)
Pour les articles homonymes, voir Console.
 (janvier 2025).
Si vous disposez d'ouvrages ou d'articles de référence ou si vous connaissez des sites web de qualité traitant du thème abordé ici, merci de compléter l'article en donnant les références utiles à sa vérifiabilité et en les liant à la section « Notes et références ».
La console d'un orgue est :
- soit un meuble à part regroupant tous les accessoires de commande (registres, accouplements, tirasses, pédales d'expression, combinateur, appels de combinaison) et les claviers (manuels et pédalier) mis à disposition de l'organiste prenant alors le nom de console séparée.
- soit un même ensemble intégré aux boiseries du buffet prenant dans ce cas le nom de console en fenêtre.

## Quelques consoles d'orgue

### Consoles en fenêtre

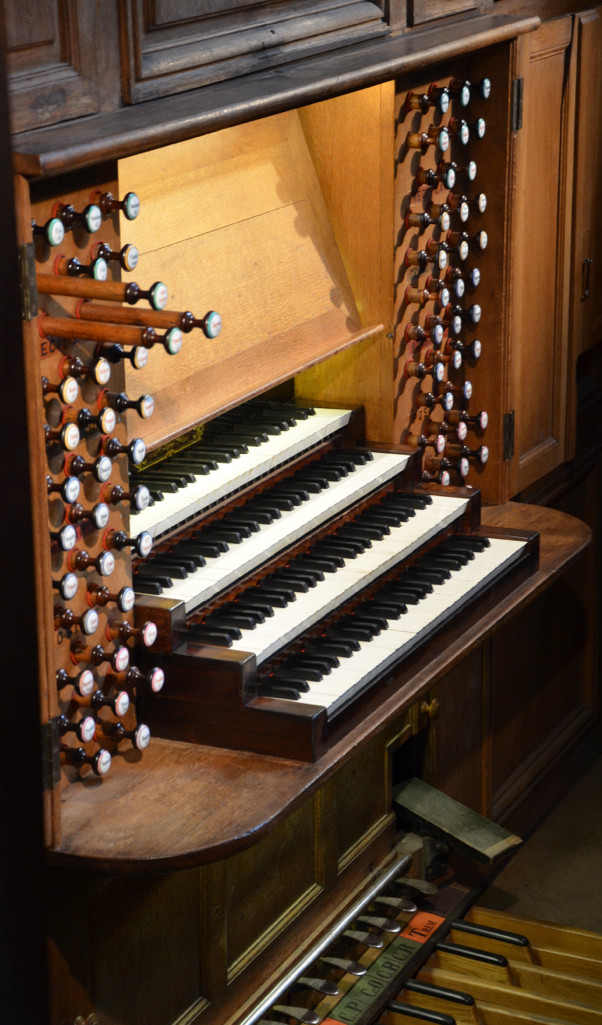
Console 4 claviers, orgue Cavaillé-Coll. (Cathédrale de Nancy, France).
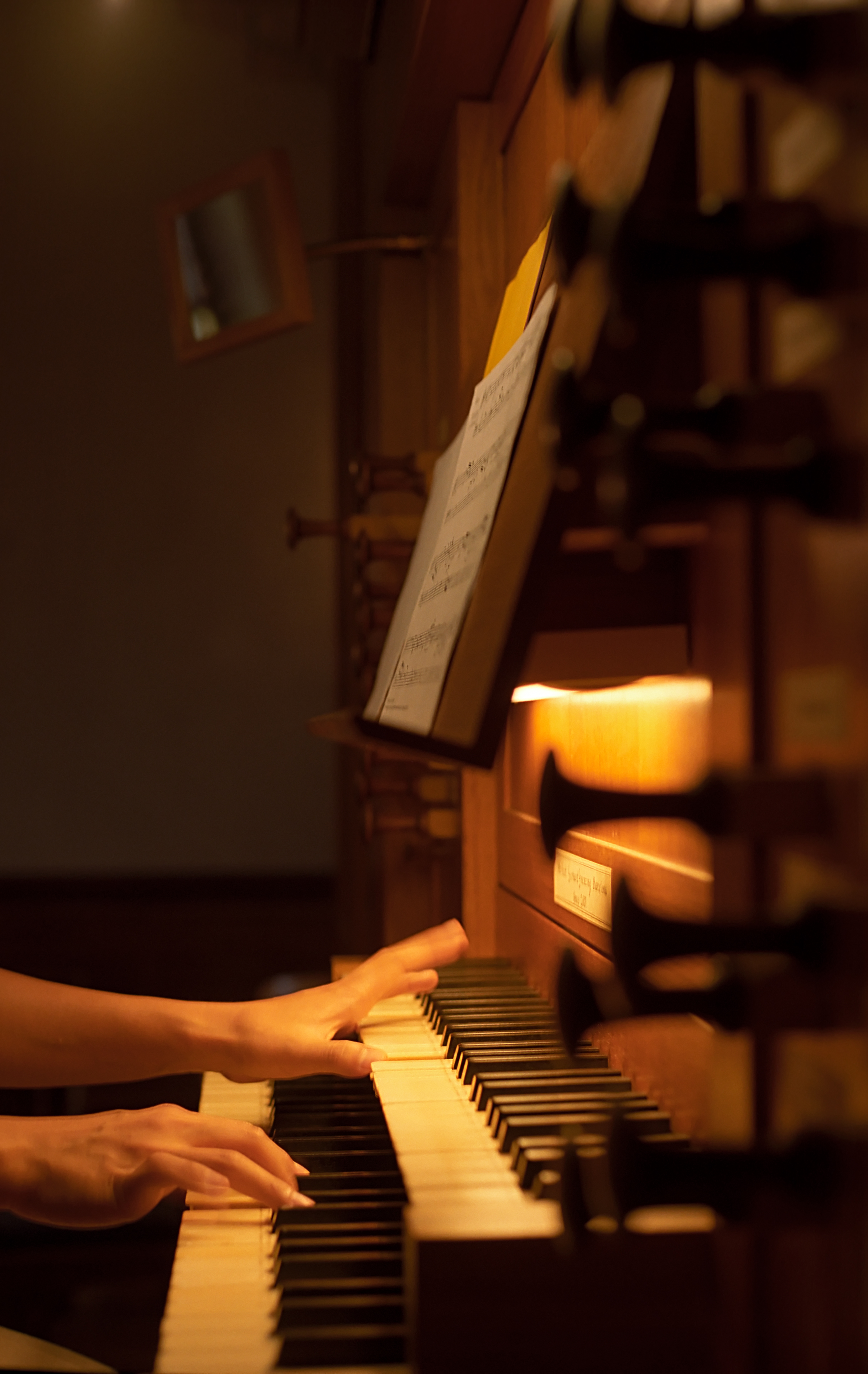
Console 2 claviers, orgue du temple des Eaux-Vives (Genève, Suisse).
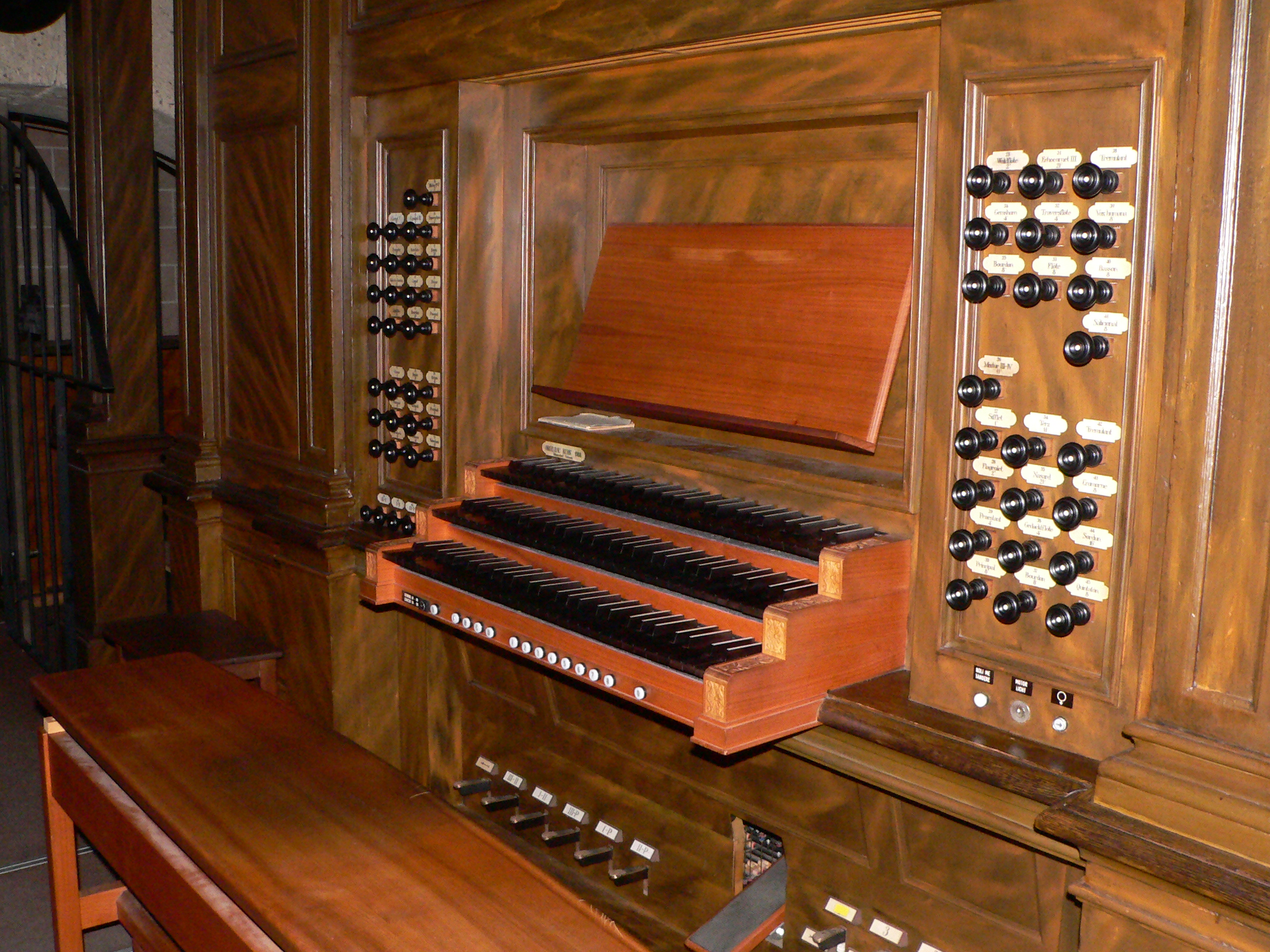
Console en fenêtre de l'Église Saint-Justin de Höchst (Francfort-sur-le-Main, Allemagne).
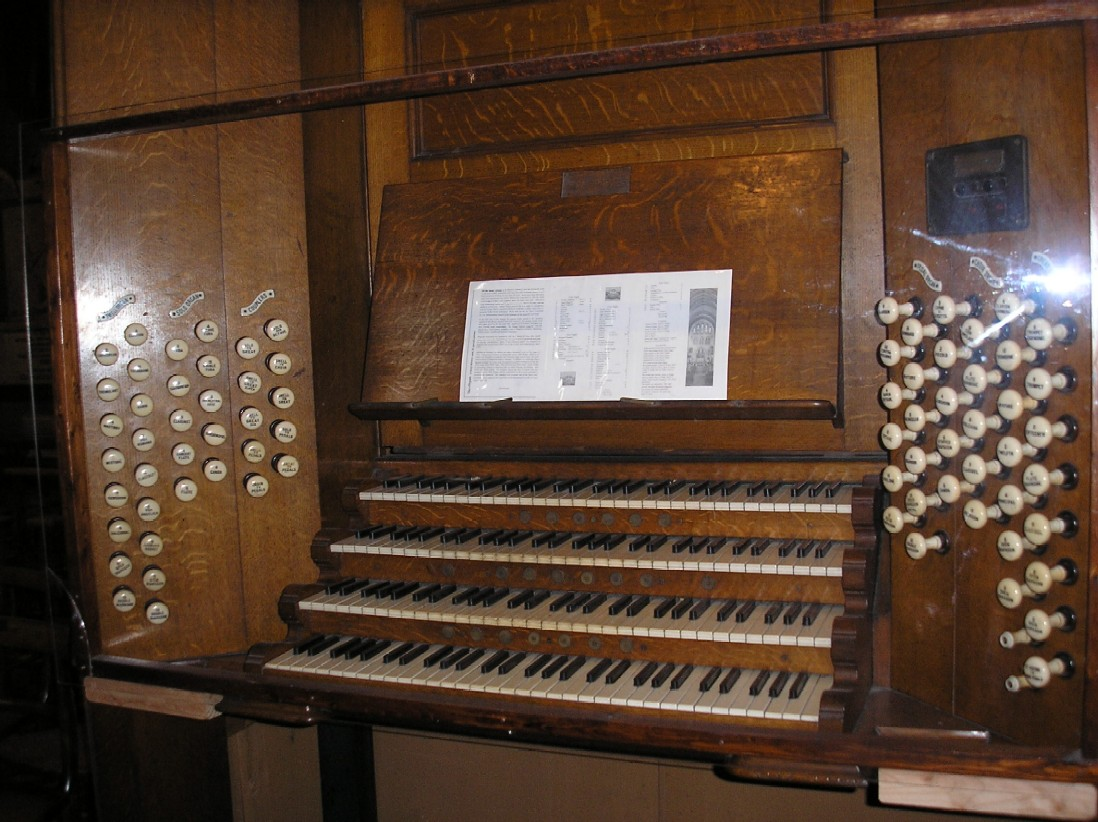
Console 4 claviers, orgue de la cathédrale Saint-Patrick de Dublin (Irlande).
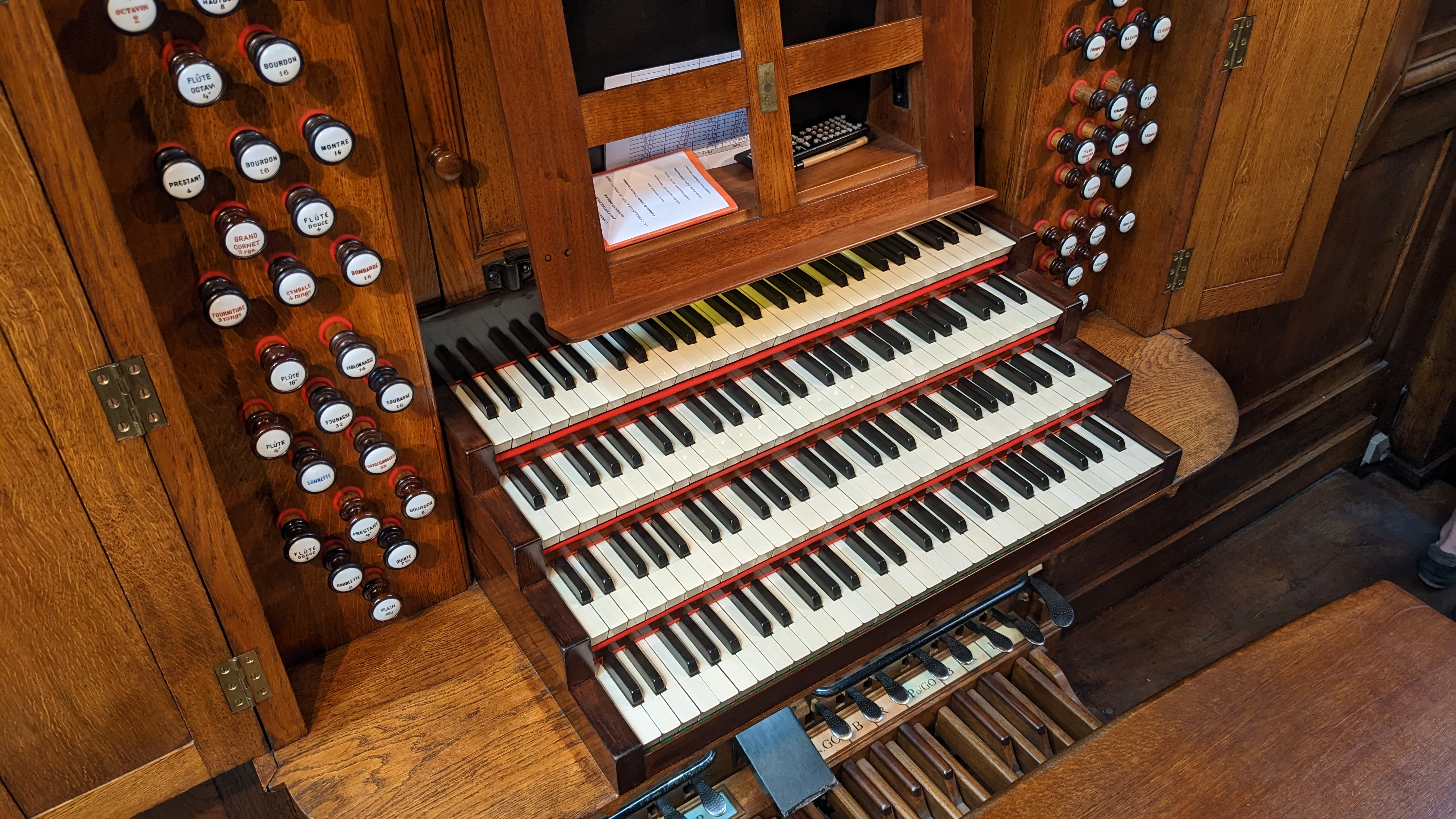
Console de 4 claviers du grand orgue Cavaillé-Coll de la cathédrale Sainte-Croix d'Orléans (France).

### Consoles séparées

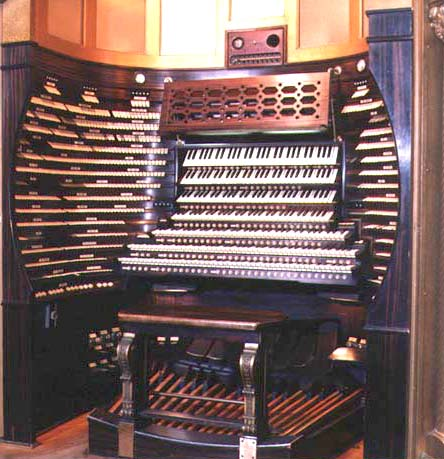
Boardwalk Hall Auditorium Organ : console à 7 claviers, la plus grande du monde (Atlantic City, États-Unis).
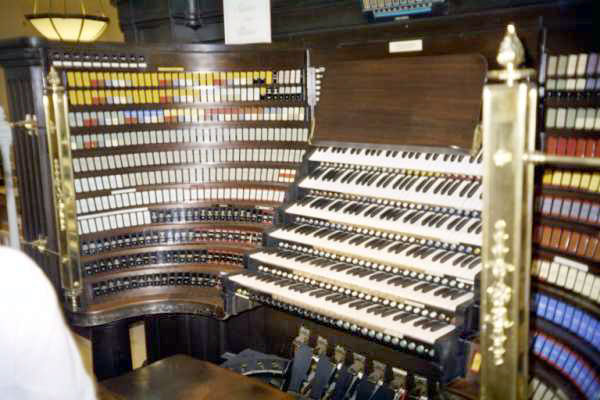
Wanamaker Grand Court Organ, console à 6 claviers (Philadelphie, États-Unis).
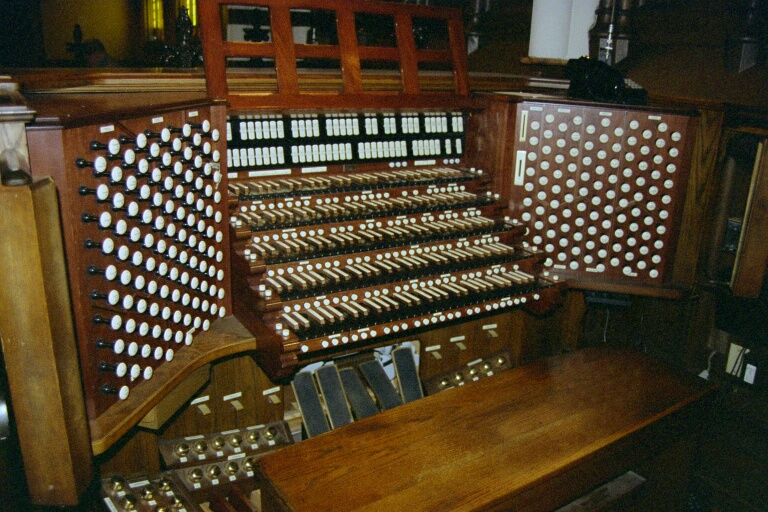
Console à 5 claviers - Holy Trinity Lutheran Church (Buffalo, États-Unis).
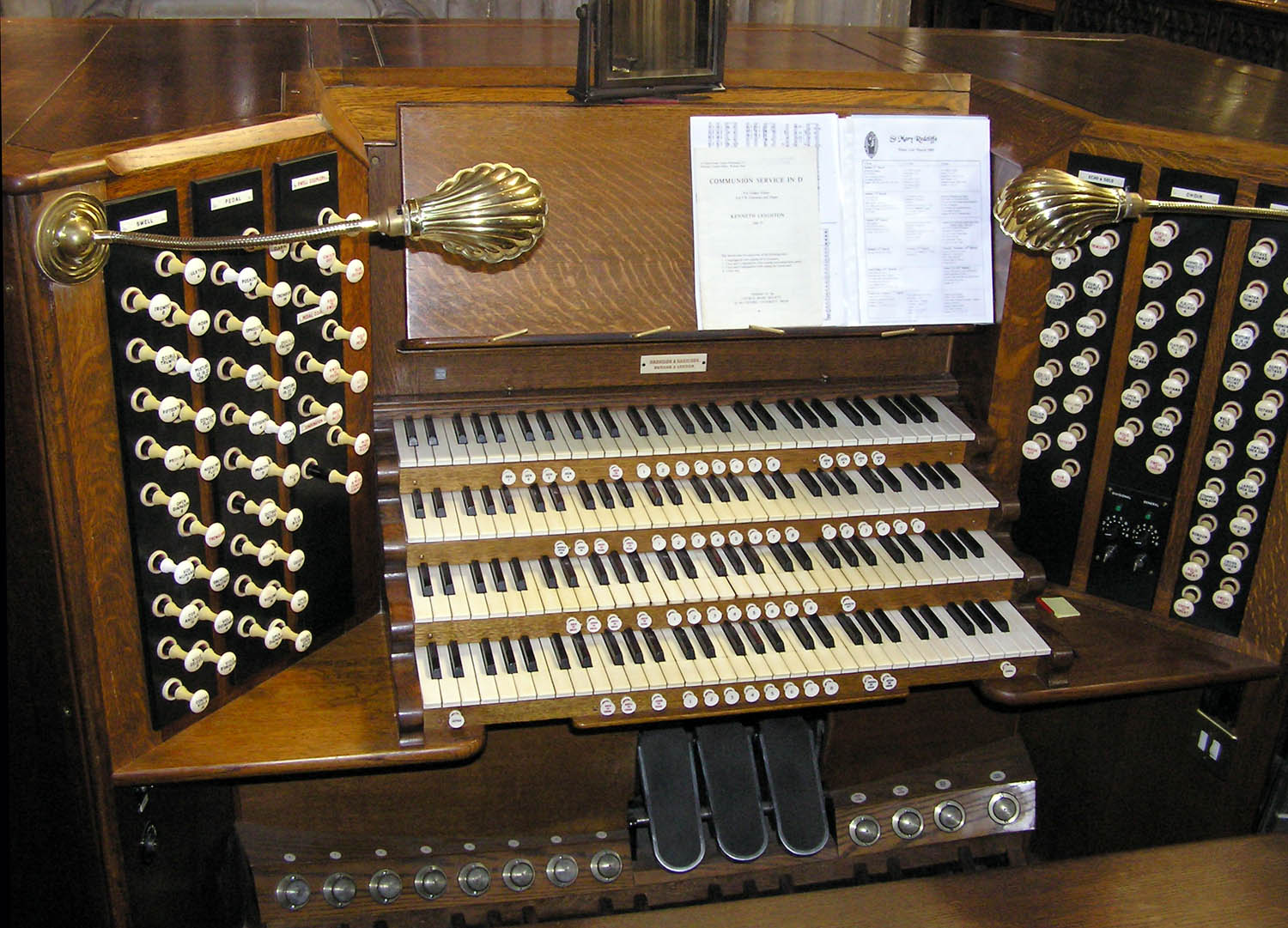
Console à 4 claviers - St. Mary Redcliffe church (Bristol, Angleterre).
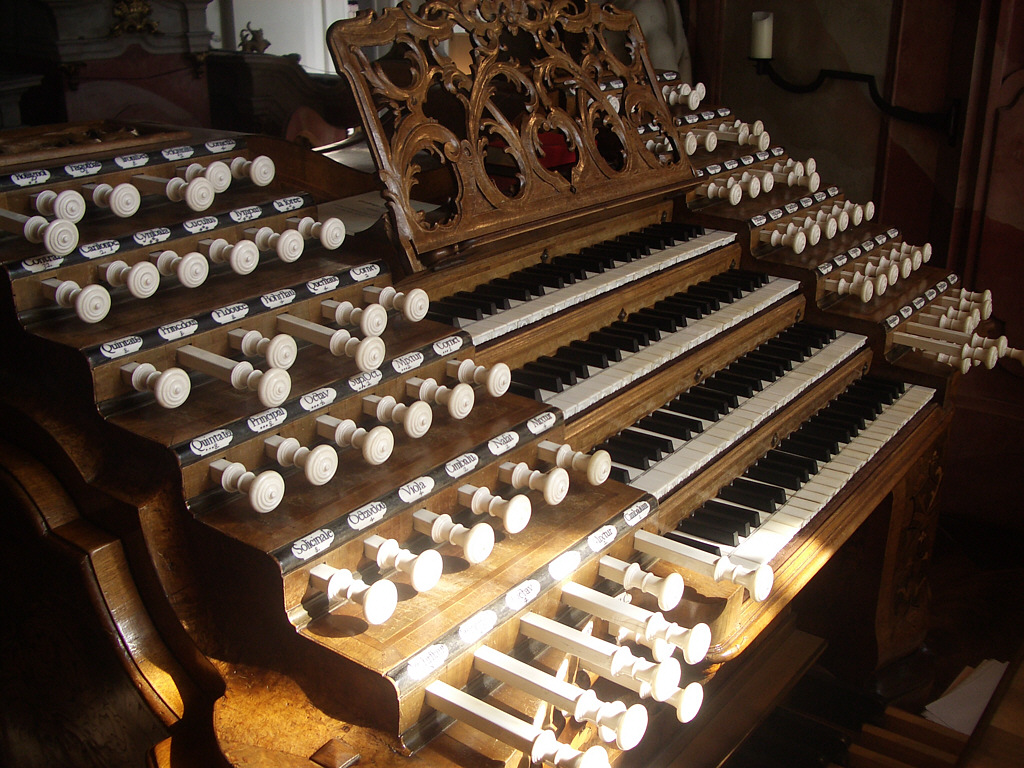
Orgue J. Gabler (Weingarten, Allemagne).
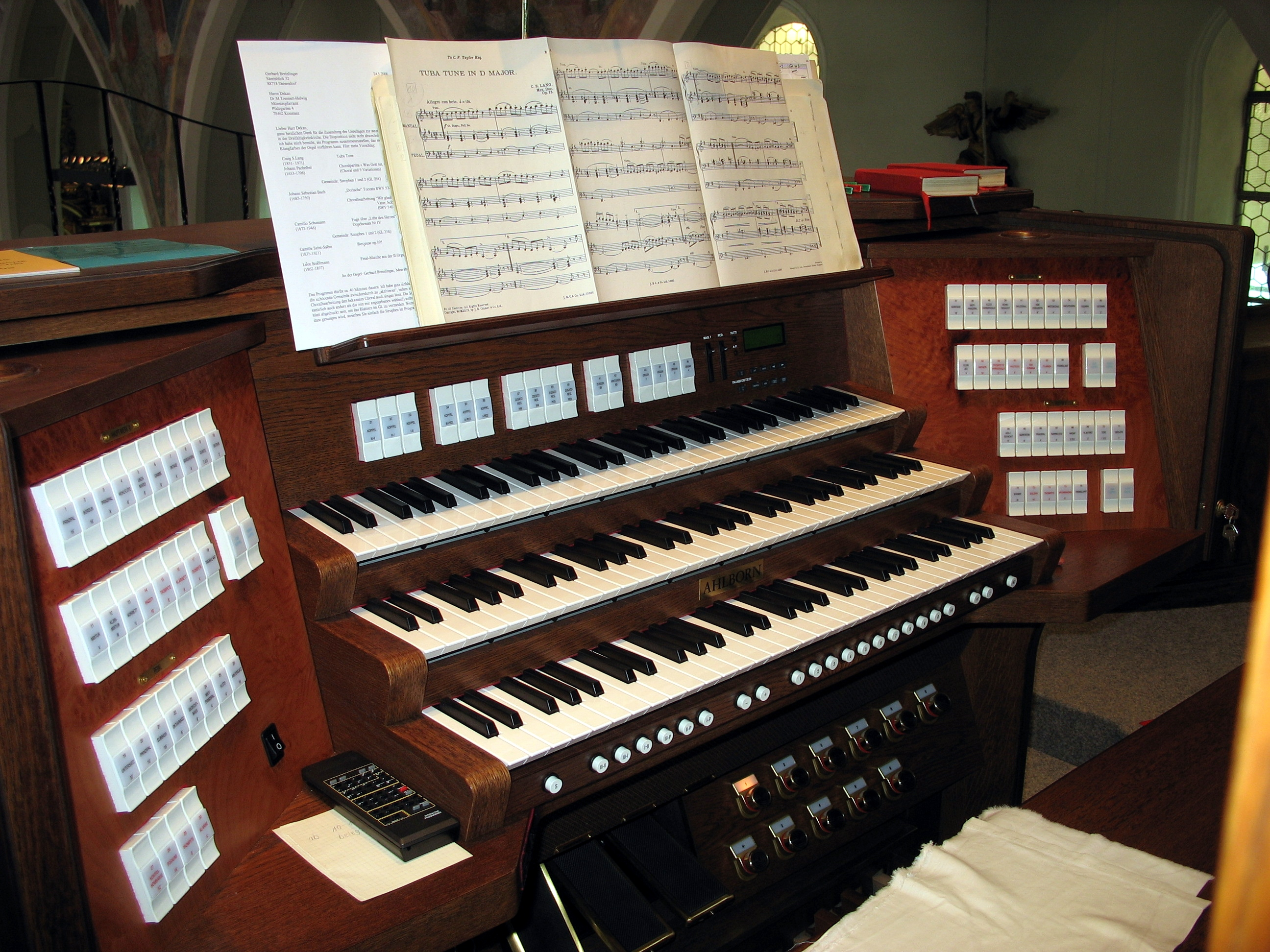
Console avec tirage des jeux à dominos, Dreifaltigkeitskirche (Constance, Allemagne).
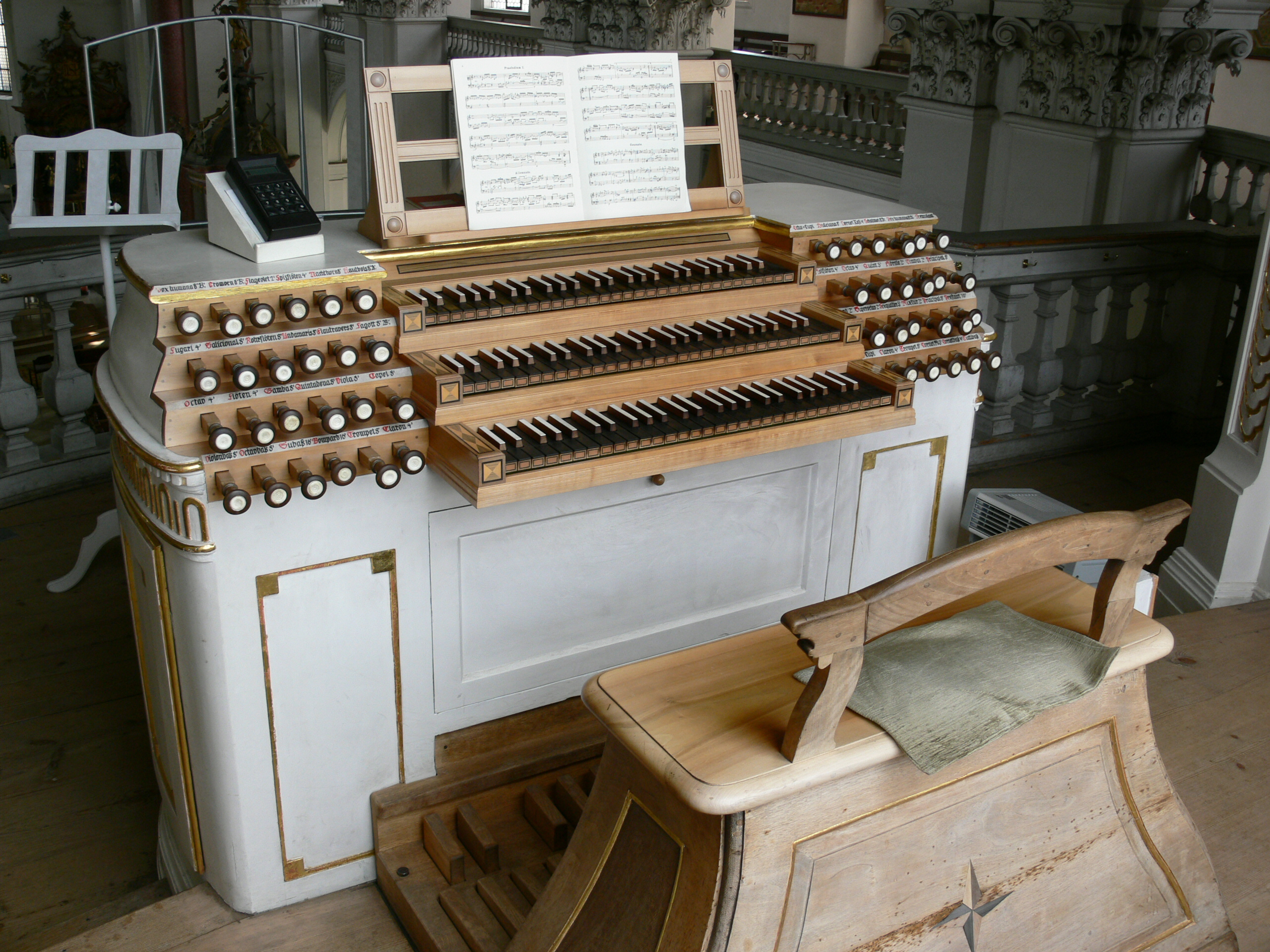
Klosterkirche Weißenau (Ravensbourg, Allemagne).
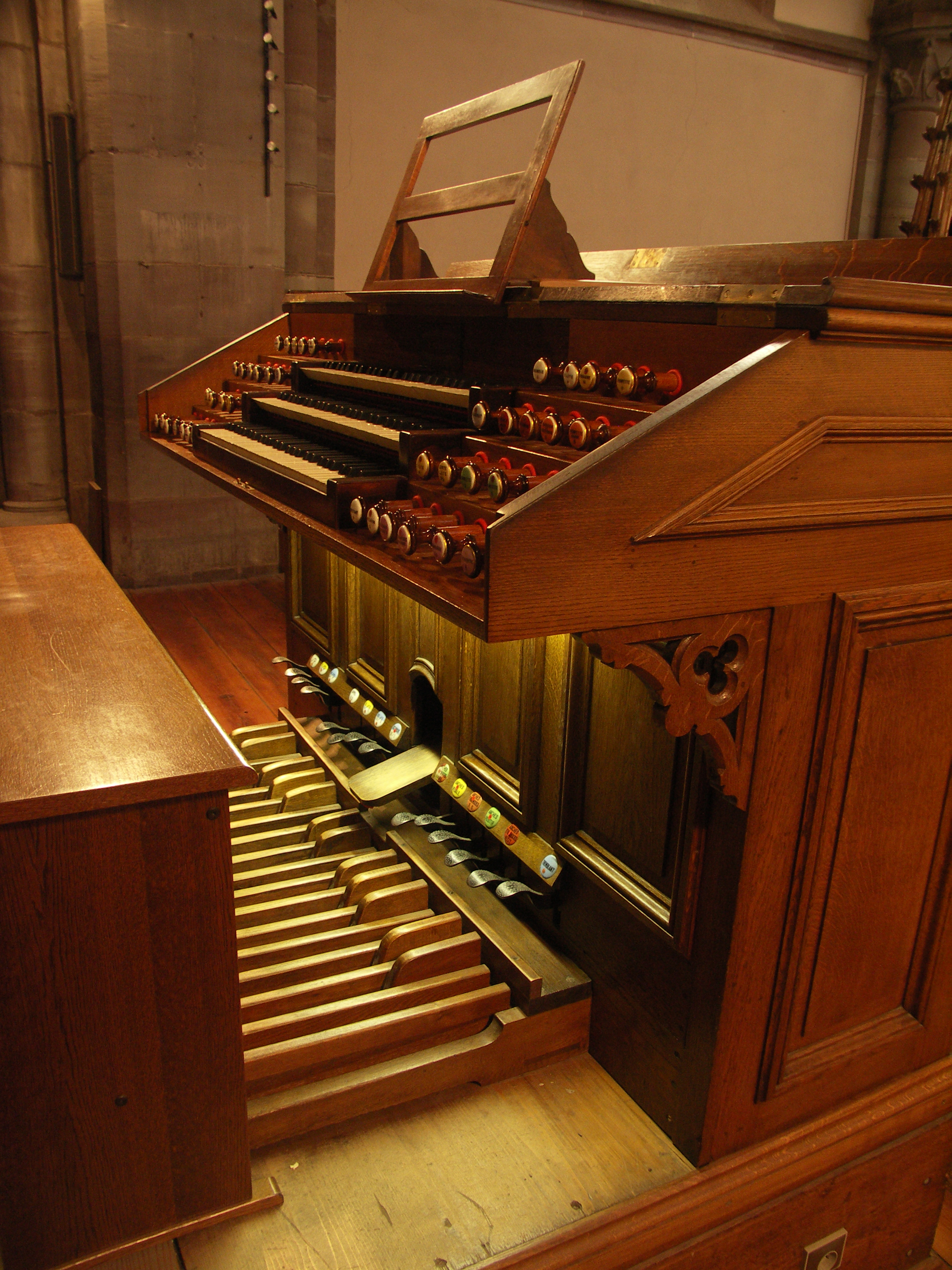
Console de l'orgue Merklin, église Saints-Pierre-et-Paul, Obernai, France (1882).
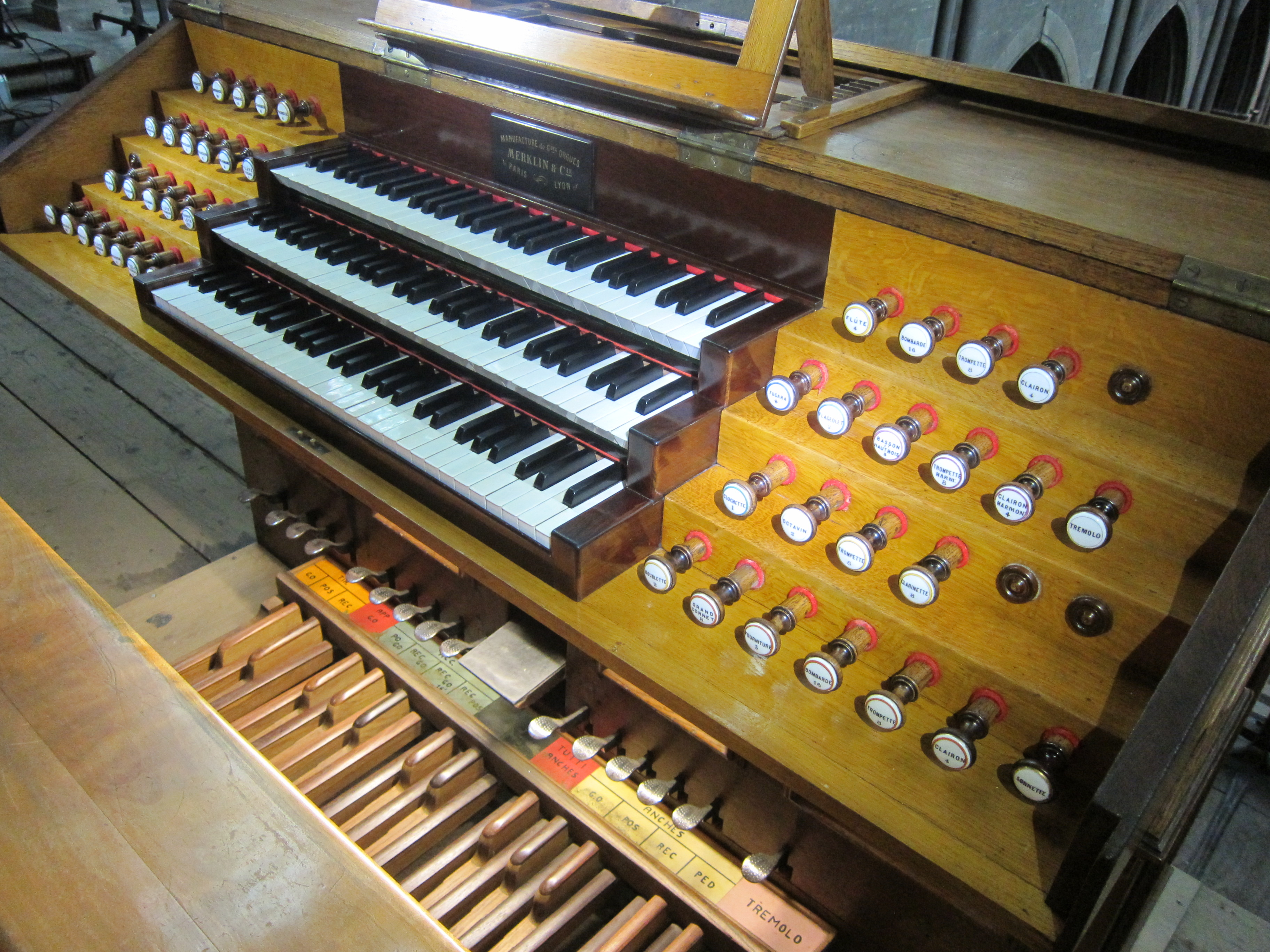
Console de l'orgue Merklin de la cathédrale de Moulins.